# James Whittaker
James Whittaker (Parry Sound, Ontario, 1948. július 27. –) kanadai profi jégkorongozó.

## Pályafutása
Komolyabb junior karrierjét az OHA-s Oshawa Generalsban kezdte 1964-ben. A következő évben is ebben a csapatban játszott. 1966. november 2-án a Niagara Falls Flyersbe került kölcsönbe. Az utolsó évében, mint junior visszakerült a Generalshoz és csapatkapitány volt. Közben az 1966-os NHL-amatőr drafton a Detroit Red Wings kiválasztotta a 2. kör 12. helyén. A National Hockey League-ben sosem játszott. Felnőtt pályafutását az IHL-es Muskegon Mohawksban kezdte 1968 őszén de 16 mérkőzés után egy ligával lejjebb került, az EHL-es Syracuse Blazersbe. 1971-ig játszott ebben a csapatban, majd a szezon végén visszavonult.